# SN 2001jv
SN 2001jv – supernowa odkryta 19 listopada 2001 roku w galaktyce A084909+4426. W momencie odkrycia miała maksymalną jasność 21,50m.